# اپی‌کوندیل

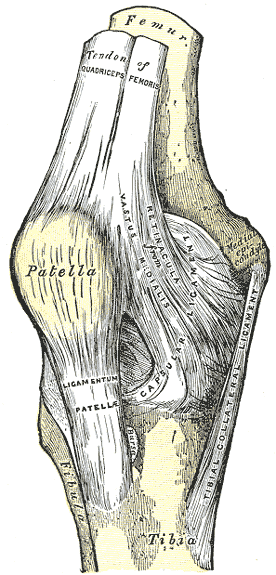
در سمت راست تصویر، اپی کوندیل داخلی استخوان ران قرار دارد.

اپی‌کوندیل (به انگلیسی: Epicondyle) یک برجستگی گرد در استخوان است که در کنار کوندیل جای دارد. پیشوند اپی در لاتین به‌معنی بَر و کوندیل به‌معنی بند انگشت یا منطقه مفصلی گرد است. انواع گوناگونی اپی‌کوندیل در استخوان‌بندی انسان وجود دارد که هرکدام را از نظر کالبدشناسی نامگذاری کرده‌اند و شامل موارد زیر هستند:
| نام اپی‌کوندیل                                     | نظرات                        |
| ------------------------------------------------- | ---------------------------- |
| اپی کوندیل داخلی بازو (اپی‌کوندیل شکمی در پرندگان) | در انسان، در سمت درونی آرنج  |
| اپی‌کوندیل درونی ران                               |                              |
| اپی‌کوندیل طرفی بازو (اپی‌کوندیل پشتی در پرندگان)   | در انسان، در سمت بیرونی آرنج |
| اپی‌کوندیل طرفی ران                                |                              |